# 山元町
山元町（やまもとちょう）は、宮城県東南端の太平洋沿岸に位置する町。亘理郡に属する。南は福島県新地町と接する。

## 地理
町の地形は、西部が山地（森林）、中部が台地（畑・果樹園）、太平洋に面した東部が低地（水田）となっている。町内は大きく北部の山下地区、南部の坂元地区、海岸地区の三つに分けられる。もとは国道6号線沿いの旧山下・坂元両村の役場が置かれていた辺りに人家が集中していたが、これらの集落はともに最寄駅（常磐線の旧山下駅・旧坂元駅）からは離れており、電車を利用しての通勤・通学にはやや不便であったので、次第に常磐線沿いにも宅地が形成されていった。
- 山：大森山（315.1m）・深山（287.2m）・四方山（272.6m）・権現堂山（325.0m）
- 河川：戸花川・坂元川
- 年平均気温：12.2℃（2005年）
- 月平均降水量：88.17mm（2005年）

## 歴史
- 承和元年（931年）頃に著された『和名類聚抄』に「曰理（わたり）郡に四郷を置く、すなわち坂本・菱沼・亘理・望多」とある。これが山元町域が史料上に現れた最初である。当時の人口は1,000人から1,500人ほどと推測される（一郷は50戸。一戸の人数はおおむね10人 - 15人）。
- 天喜4年（1056年）頃 - 亘理権大夫・藤原経清が亘理郡に入部し、亘理地方を所領とする。町内の中嶋館が経清ないしその一族の居館と推定されている。
- 元和2年（1616年） - 大條宗綱が坂元城に入部し、以降幕末まで大條氏が坂元本郷ほか4,000石を領す。
- 安政2年（1855年） - 異国船が磯浜付近に出没。
- 明治元年（1868年） - 戊辰戦争。駒ヶ嶺城陥落後、奥羽越列藩同盟の浜通り方面軍の本営が坂元城に置かれる。
- 1889年（明治22年）4月1日 - 町村制施行。山下村及び坂元村が発足する。
- 1955年（昭和30年2月1日 - 山下村及び坂元村が合併し、山元町が発足する。
- 2011年（平成23年）3月11日 - 東北地方太平洋沖地震が発生。大津波により沿岸地区6集落が壊滅して多数の死傷者を出し、常磐線の町内区間が不通となる。
- 2016年（平成28年）12月10日 - 常磐線の町内区間が運転を再開。山側に移転した山下駅と坂元駅の新駅舎が開業。
- 2019年（平成31年）1月 - 山元町役場新庁舎が竣工する。
- 2019年（令和元年）5月7日 - 山元町役場新庁舎で業務を開始する。

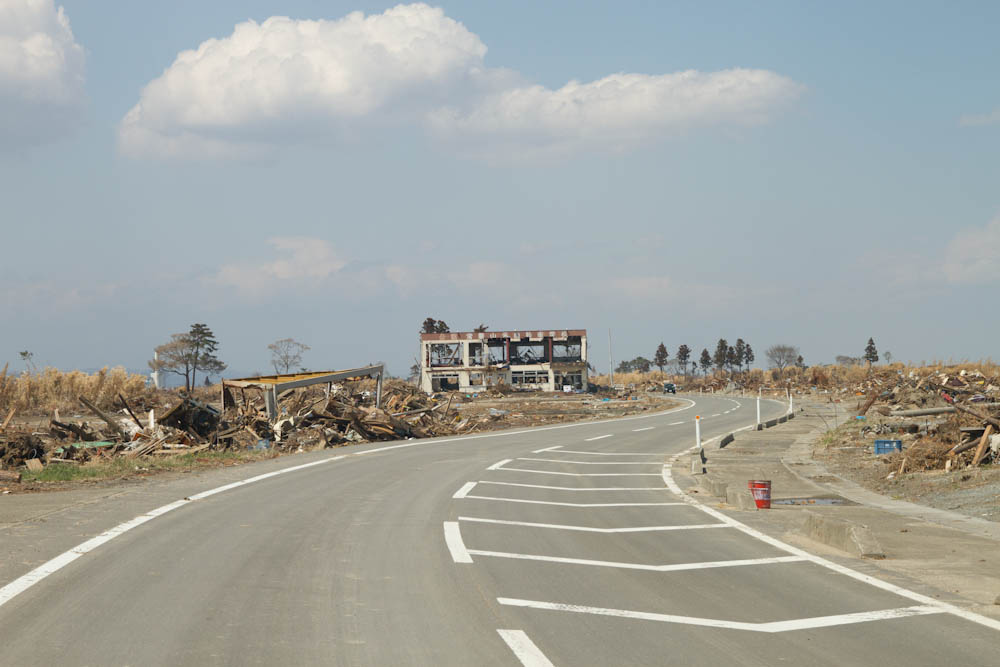
津波の直撃を受けた常磐山元自動車学校の址。教習生25人が犠牲となった。 （2011年4月28日、坂元字新代）
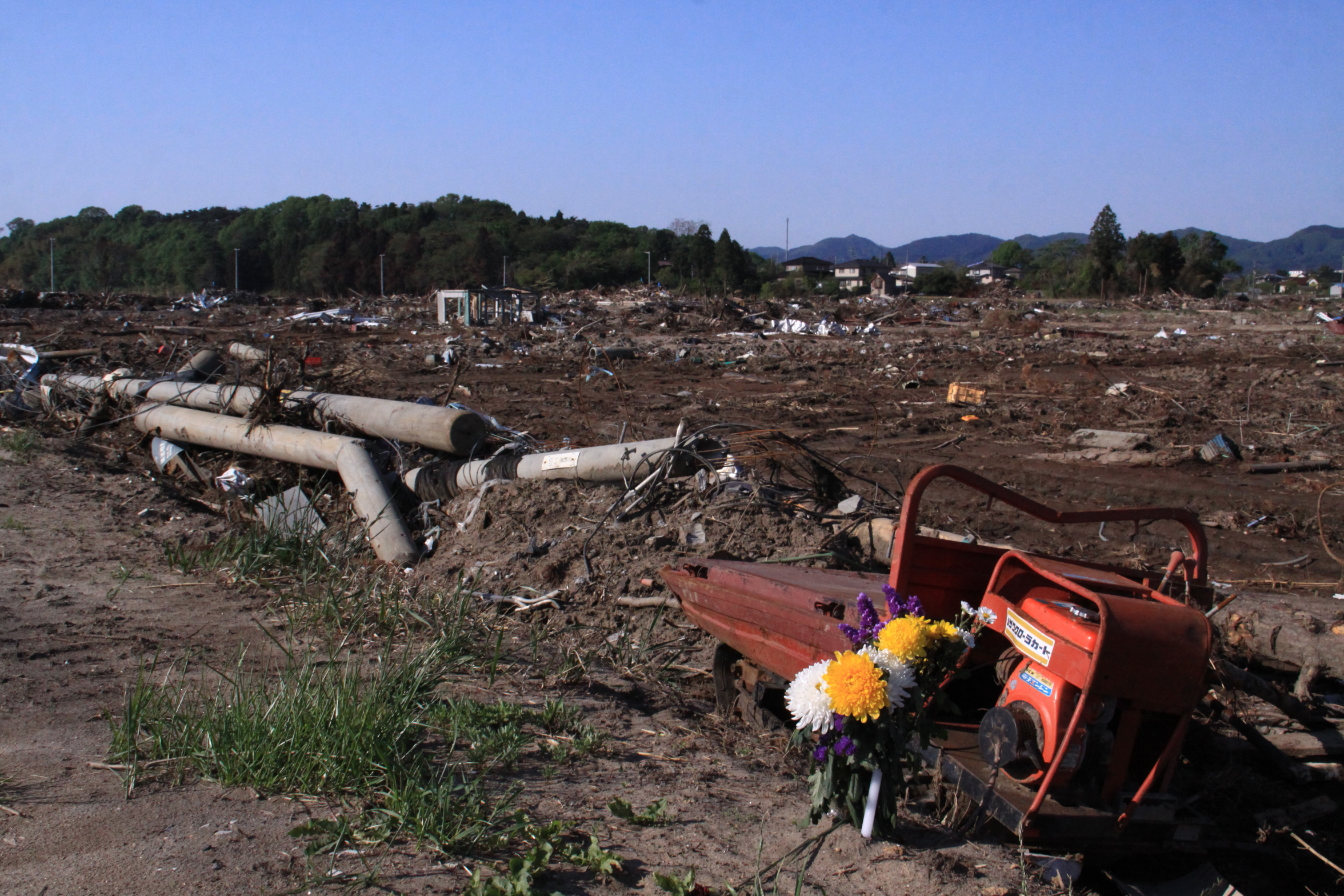
畦道に供えられた菊の花。田んぼには津波によりへし折られた電柱の残骸が散乱している （2011年5月18日、場所不明）
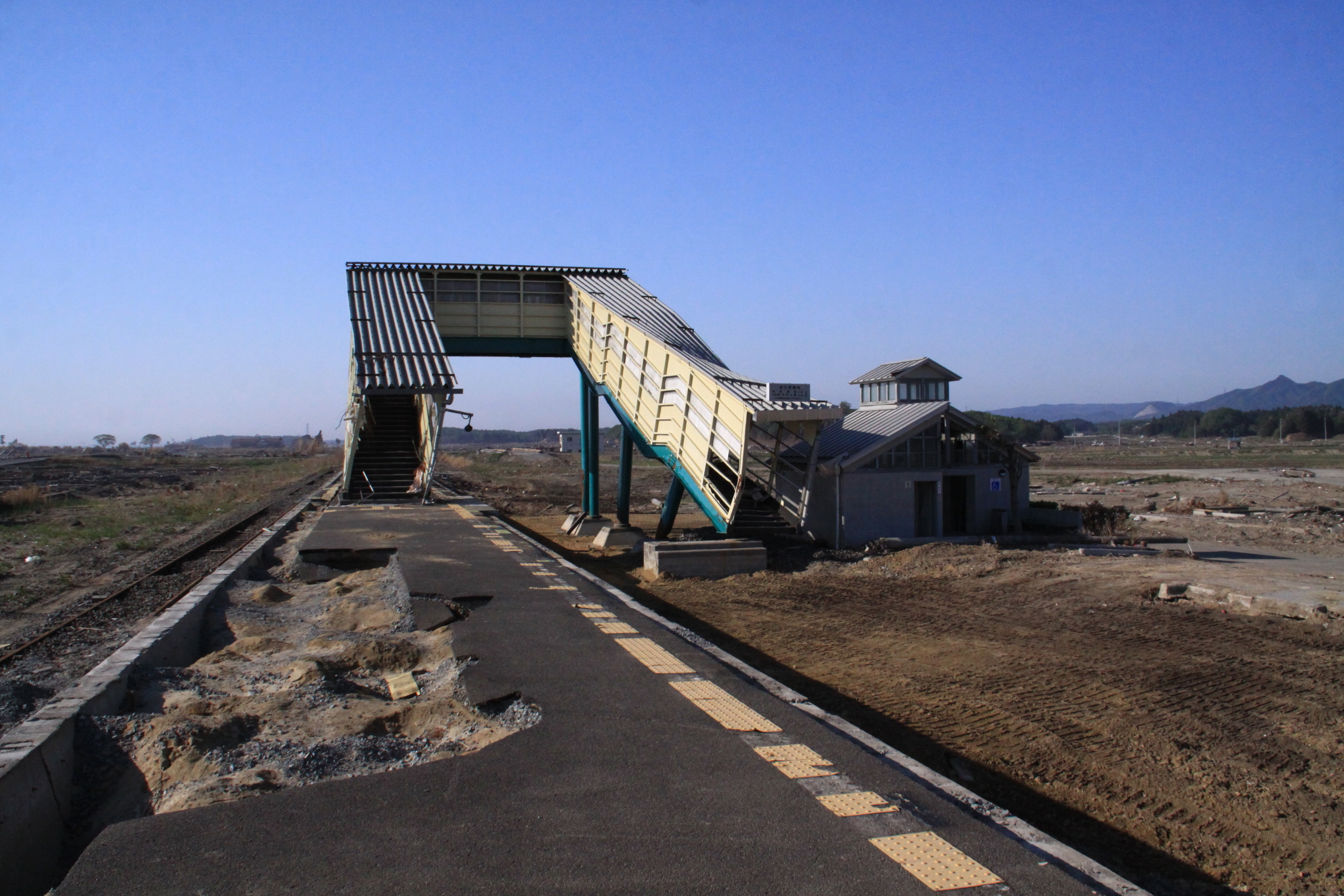
津波の直撃を受けて崩壊した旧坂元駅の址 （2011年5月18日、坂元字二又）
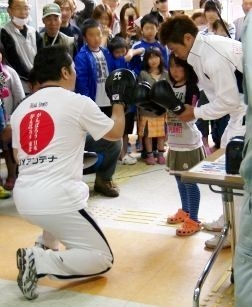
町内の避難所に慰問に訪れた長谷川穂積選手らのボクシングチーム （2011年5月29日、場所不明）
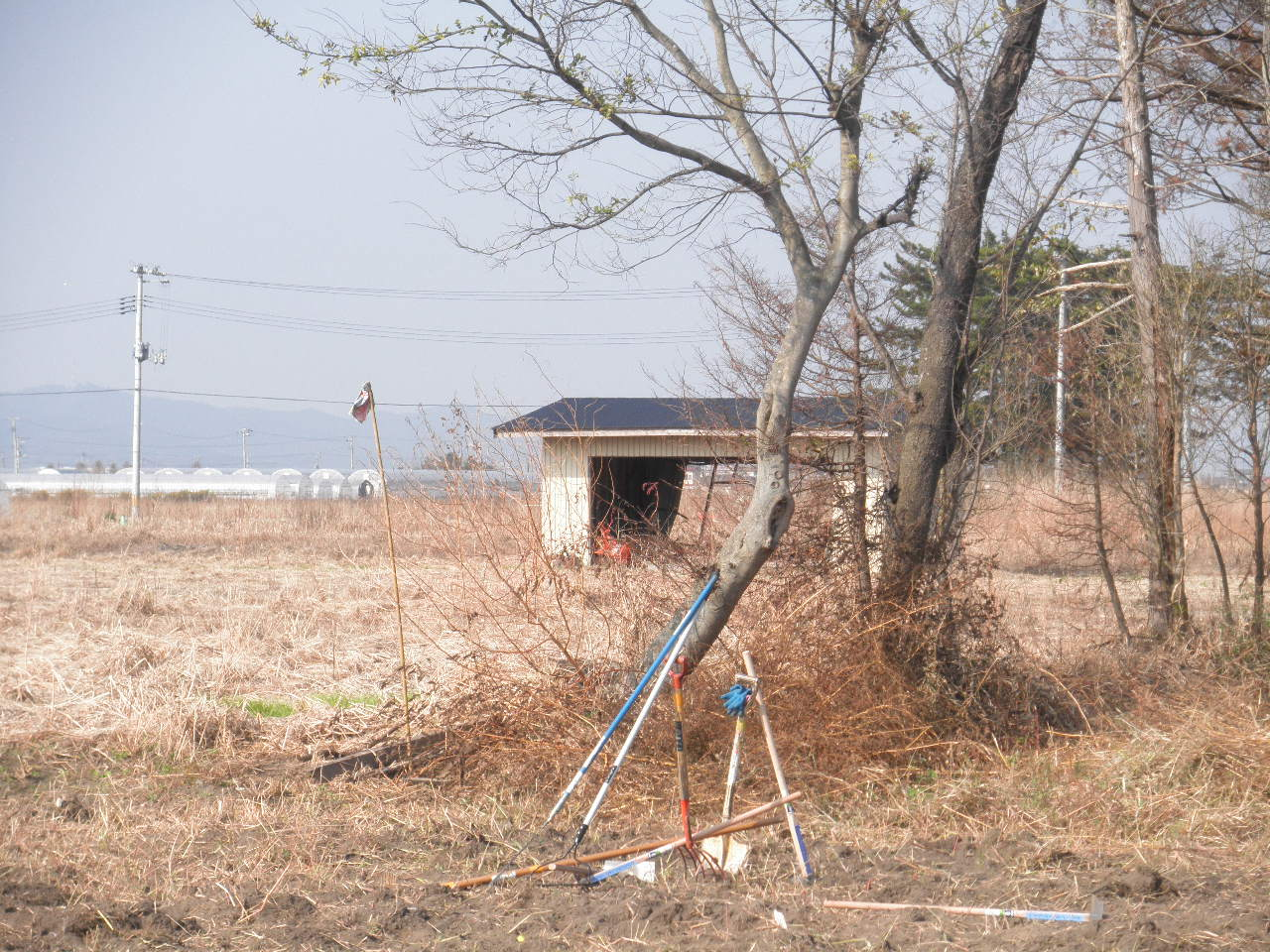
花釜の家屋址。津波により山元町では4,000棟余の家屋が全半壊した （2011年11月4日、山寺字小谷地）
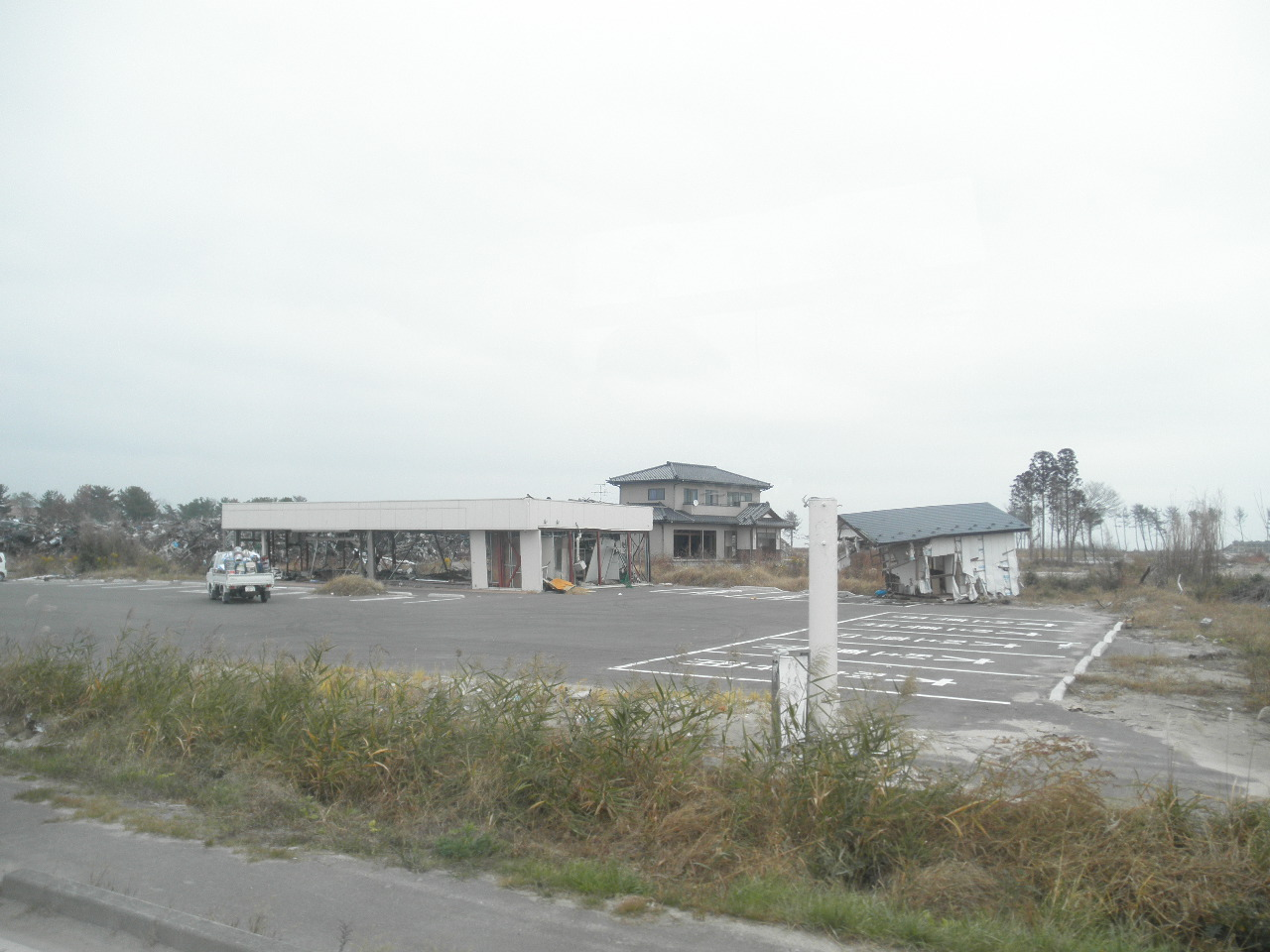
津波の直撃を受けたローソン山元町笠野店の址 （2011年11月5日、高瀬字笠野）
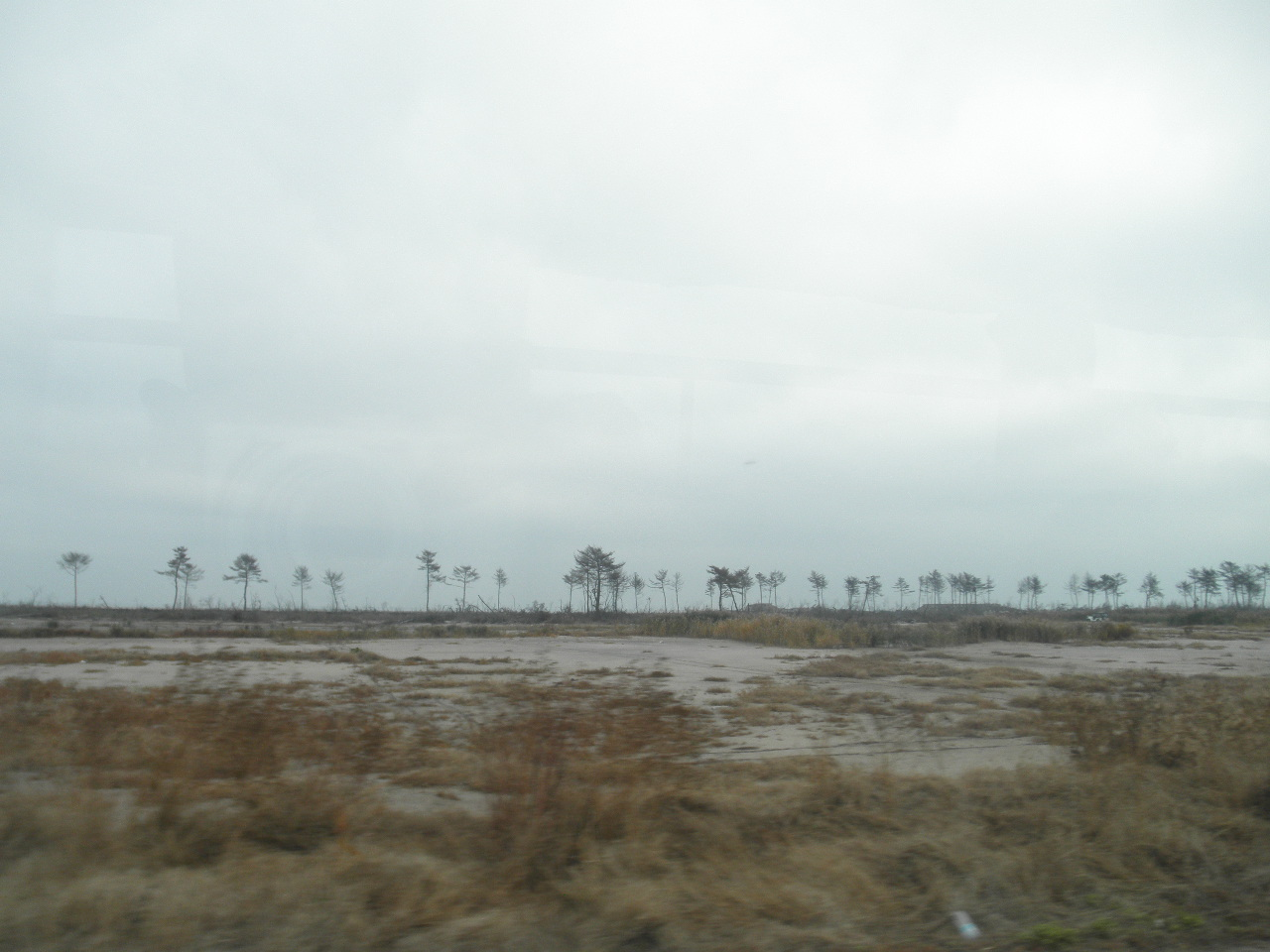
笠野から太平洋を望む。海との間にあった防風林は津波により押し流されてしまった （2011年11月5日、高瀬字笠野）
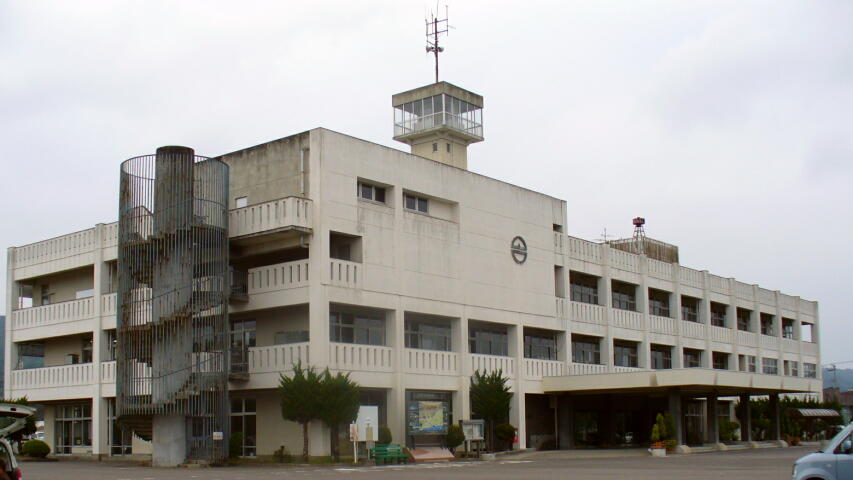
町役場旧庁舎

## 行政

### 歴代町長
| 代 | 氏名       | 就任                      | 退任                      | 備考         |
| -- | ---------- | ------------------------- | ------------------------- | ------------ |
| 1  | 菅野長三郎 | 1955年（昭和30年）3月13日 | 1959年（昭和34年）3月12日 | 元・山下村長 |
| 2  | 橋元義雄   | 1959年（昭和34年）3月13日 | 1967年（昭和42年）3月12日 | 元・山下村長 |
| 3  | 星龍治     | 1967年（昭和42年）3月13日 | 1975年（昭和50年）3月12日 |              |
| 4  | 引地好男   | 1975年（昭和50年）3月13日 | 1979年（昭和54年）3月12日 |              |
| 5  | 千石正乃夫 | 1979年（昭和54年）3月13日 | 1995年（平成7年）3月12日  |              |
| 6  | 森久一     | 1995年（平成7年）3月13日  | 2007年（平成19年）3月12日 |              |
| 7  | 大條修也   | 2007年（平成19年）3月13日 | 2010年（平成22年）3月23日 |              |
| 8  | 齋藤俊夫   | 2010年（平成22年）4月25日 | 2022年（令和4年）4月24日  |              |
| 9  | 橋元伸一   | 2022年（令和4年）4月25日  | 現職                      |              |

- 歳出総額：112億4,900万円（2005年度）
- 町内を集落単位で24の行政区に分割
  - 山下地区 - 八手庭・横山・大平・小平・鷲足・山寺・山下・つばめの杜東[注釈 1]・つばめの杜西[注釈 2]・浅生原・高瀬・合戦原
  - 坂元地区 - 真庭・久保間・中山・下郷・町・上平
  - 沿岸地区 - 牛橋・花釜・笠野・新浜・中浜・磯

（ただし、合戦原にある国立病院機構宮城病院は、別途独立の扱いとなっている）

### 町議会
- 議員定数：13（公明党1、日本共産党1、無所属11）

### 町民憲章
「明るく住みよい和のある町をめざす」

## 経済

### 産業
産業分類別就業者数
第一次産業：6,616人
第二次産業：1,988人
第三次産業：2,814人
（2001年（平成13年）調べ）

### 郵便局
- 山元郵便局（集配局）
- 坂元郵便局（集配局）
- 山下東簡易郵便局
- 宮城病院内簡易郵便局
- 山下横山簡易郵便局
- 中浜簡易郵便局（東日本大震災により一時閉鎖中）

## 姉妹都市・提携都市

### 国内
- 伊達市（北海道・姉妹都市） - 1988年（昭和63年）4月17日締結

## 地域

### 人口
| |                                        |  |
| 山元町と全国の年齢別人口分布（2005年） | 山元町の年齢・男女別人口分布（2005年） |  |
| ■紫色 ― 山元町 ■緑色 ― 日本全国 | ■青色 ― 男性 ■赤色 ― 女性              |  |
| 山元町（に相当する地域）の人口の推移 \| 1970年（昭和45年） \| 14,820人 \| \| \| 1975年（昭和50年） \| 15,869人 \| \| \| 1980年（昭和55年） \| 17,630人 \| \| \| 1985年（昭和60年） \| 18,236人 \| \| \| 1990年（平成2年） \| 18,268人 \| \| \| 1995年（平成7年） \| 18,815人 \| \| \| 2000年（平成12年） \| 18,537人 \| \| \| 2005年（平成17年） \| 17,713人 \| \| \| 2010年（平成22年） \| 16,704人 \| \| \| 2015年（平成27年） \| 12,315人 \| \| \| 2020年（令和2年） \| 12,046人 \| \| |                                        |  |
| 総務省統計局 国勢調査より |                                        |  |
| 1970年（昭和45年） | 14,820人                               |  |
| 1975年（昭和50年） | 15,869人                               |  |
| 1980年（昭和55年） | 17,630人                               |  |
| 1985年（昭和60年） | 18,236人                               |  |
| 1990年（平成2年） | 18,268人                               |  |
| 1995年（平成7年） | 18,815人                               |  |
| 2000年（平成12年） | 18,537人                               |  |
| 2005年（平成17年） | 17,713人                               |  |
| 2010年（平成22年） | 16,704人                               |  |
| 2015年（平成27年） | 12,315人                               |  |
| 2020年（令和2年） | 12,046人                               |  |

### 健康

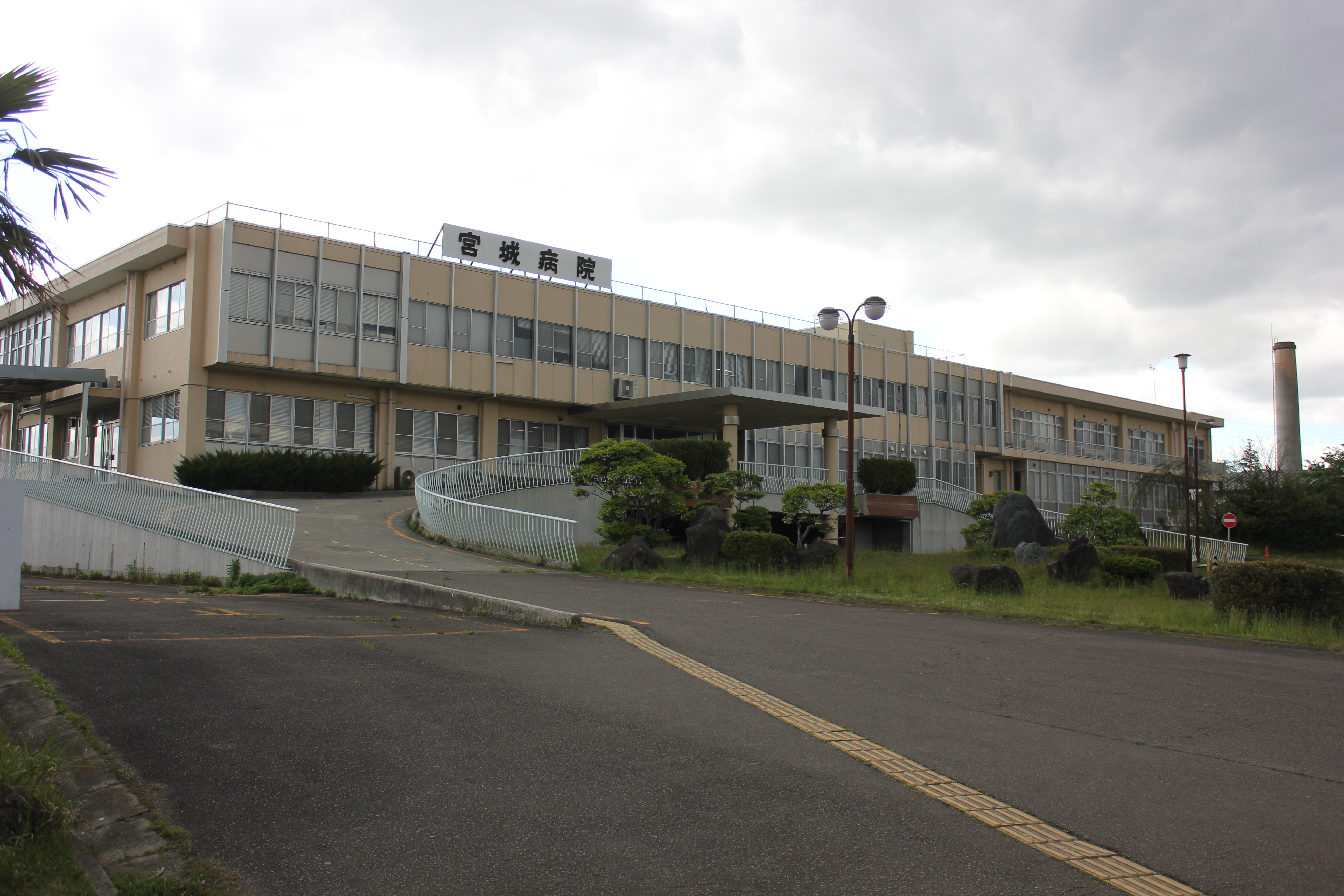
国立病院機構宮城病院（2015年5月5日）

- 国立病院機構宮城病院

他に開業医8医院

### 教育

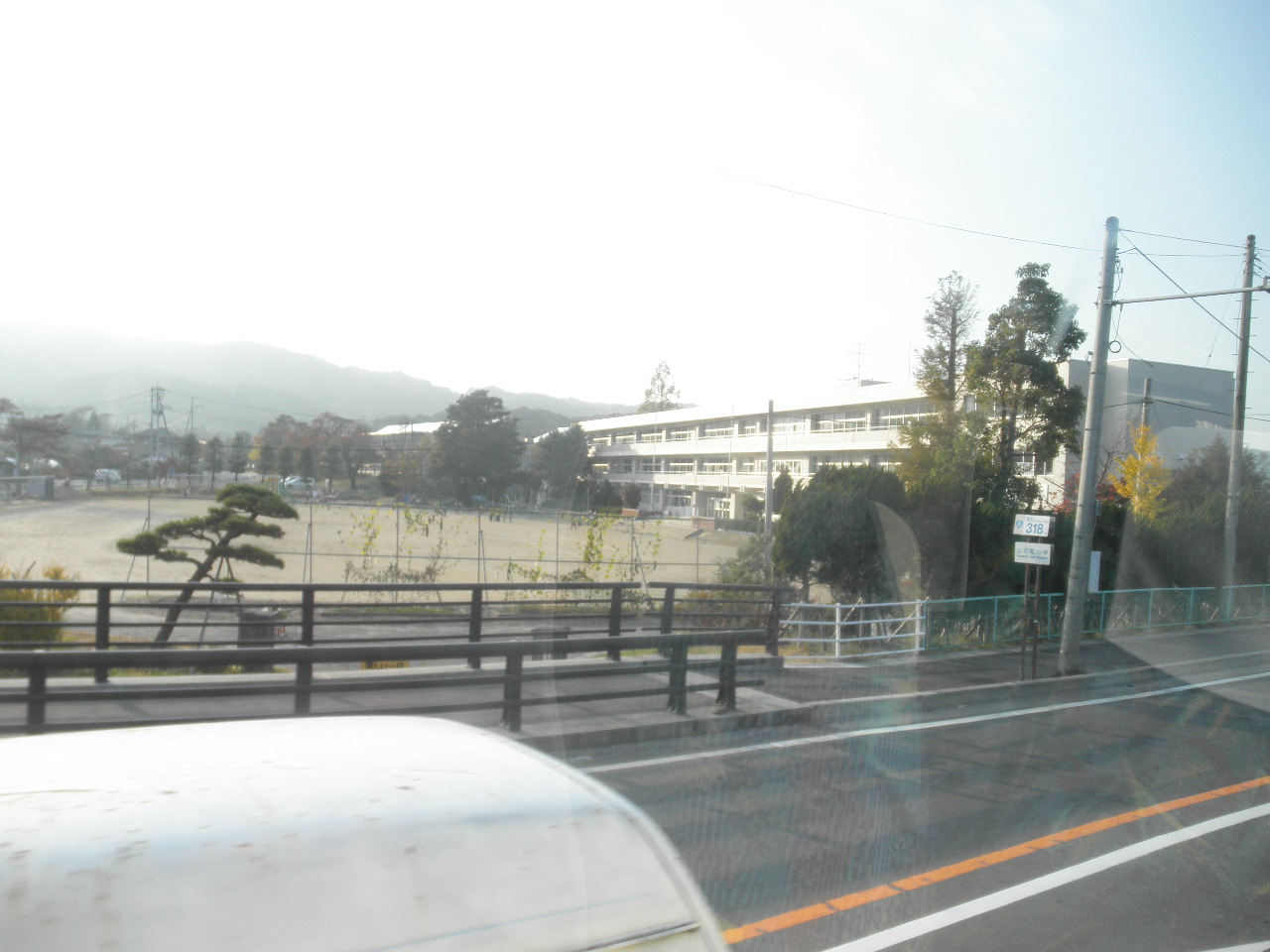
山元町立山下小学校

#### 中学校
- 山元町立山元中学校

（廃止）
- 山元町立山下中学校
- 山元町立坂元中学校

#### 小学校
- 山元町立山下小学校
- 山元町立山下第一小学校
- 山元町立山下第二小学校
- 山元町立坂元小学校

（廃止）
- 山元町立中浜小学校（2013年3月、坂元小学校に統合）

#### 特別支援学校
- 宮城県立山元支援学校

#### 幼稚園
- ふじ幼稚園
- やまもと幼稚園

※ 山元町の受験生は宮城県の公立高校以外に、福島県立の相馬、相馬総合の各高校を志願できる。

## 交通

### 鉄道

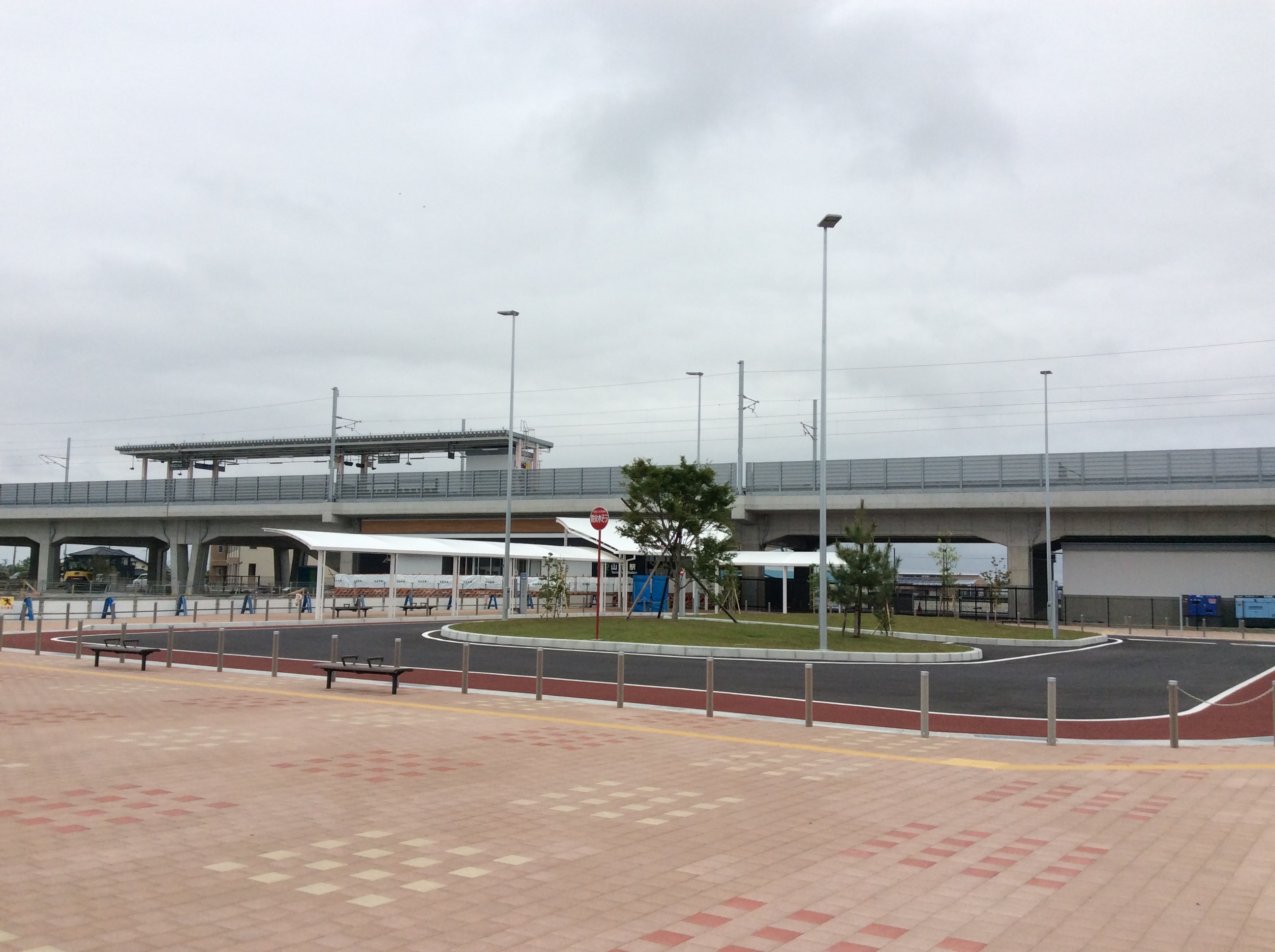
山下駅（2016年12月10日に開業した新駅舎）

東日本旅客鉄道（JR東日本）
- 常磐線：坂元駅 - 山下駅

### バス

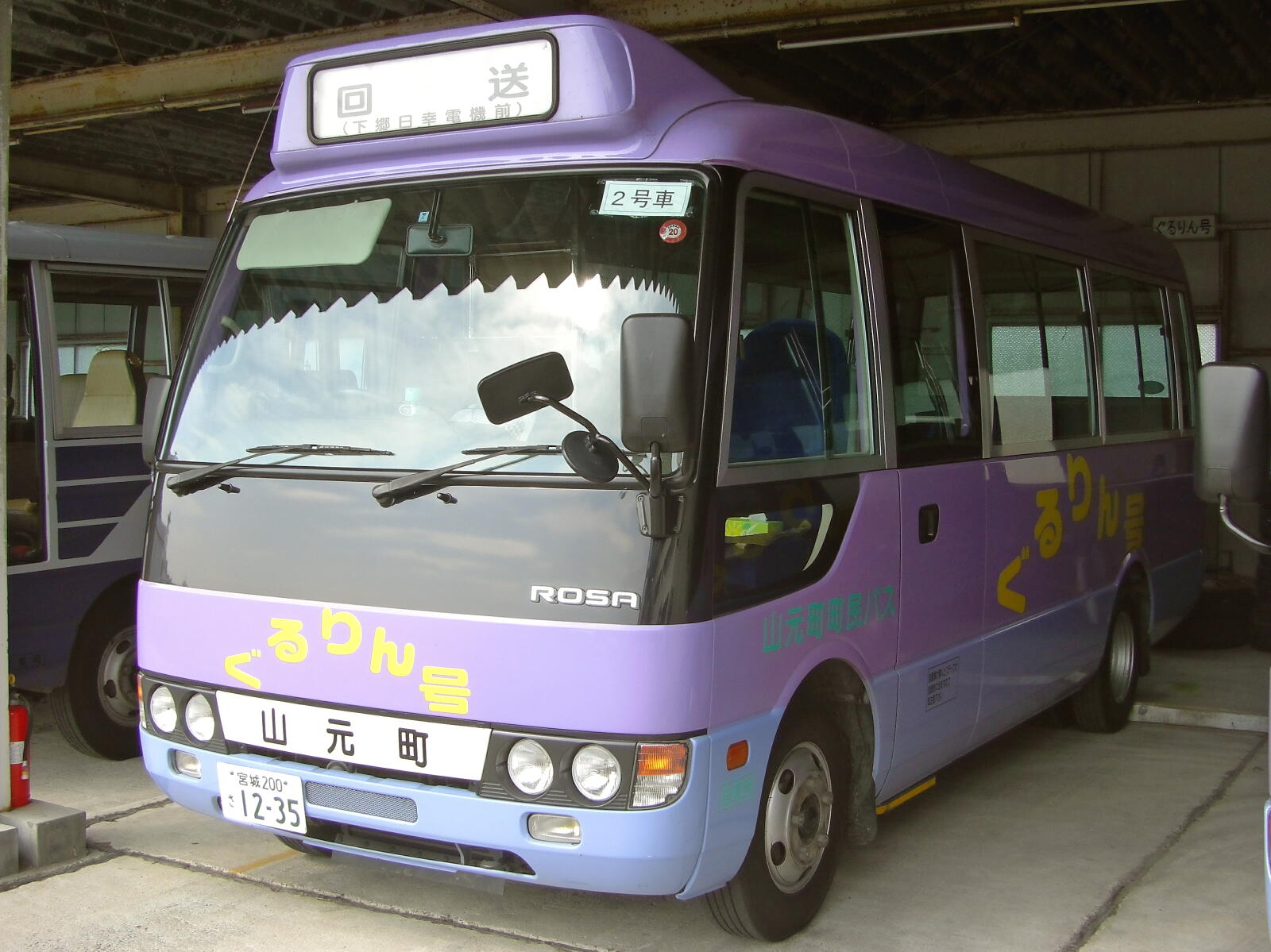
ぐるりん号

- 山元町町民バス「ぐるりん号」

かつては国鉄バス・宮城交通・福島交通の3社が路線バスを運行していたが、現在までにすべて廃止されている。国鉄バスは、角田を起点に東街道・高瀬口を経由して山下駅まで（のち東街道 - 山下駅間に短縮）の路線と、小斎峠を越えて坂元駅までの路線を運行していたが、1984年（昭和59年）に廃止。宮城交通は、岩沼駅から宮城病院までの路線を運行していたが2005年（平成17年）に廃止。福島交通は、相馬と宮城病院の間に1日4往復を運行していたが1981年（昭和56年）に廃止。相馬 - 磯浜間の路線も1985年（昭和60年）に廃止された。
- 東北アクセス（旧・はらまち旅行）が運行する南相馬 - 仙台の高速バスが山元町役場に停車し仙台市方面との利用が可能であったが、全便特急（直行）化により2017年（平成29年）4月1日より経路外となった[5]。

### 道路

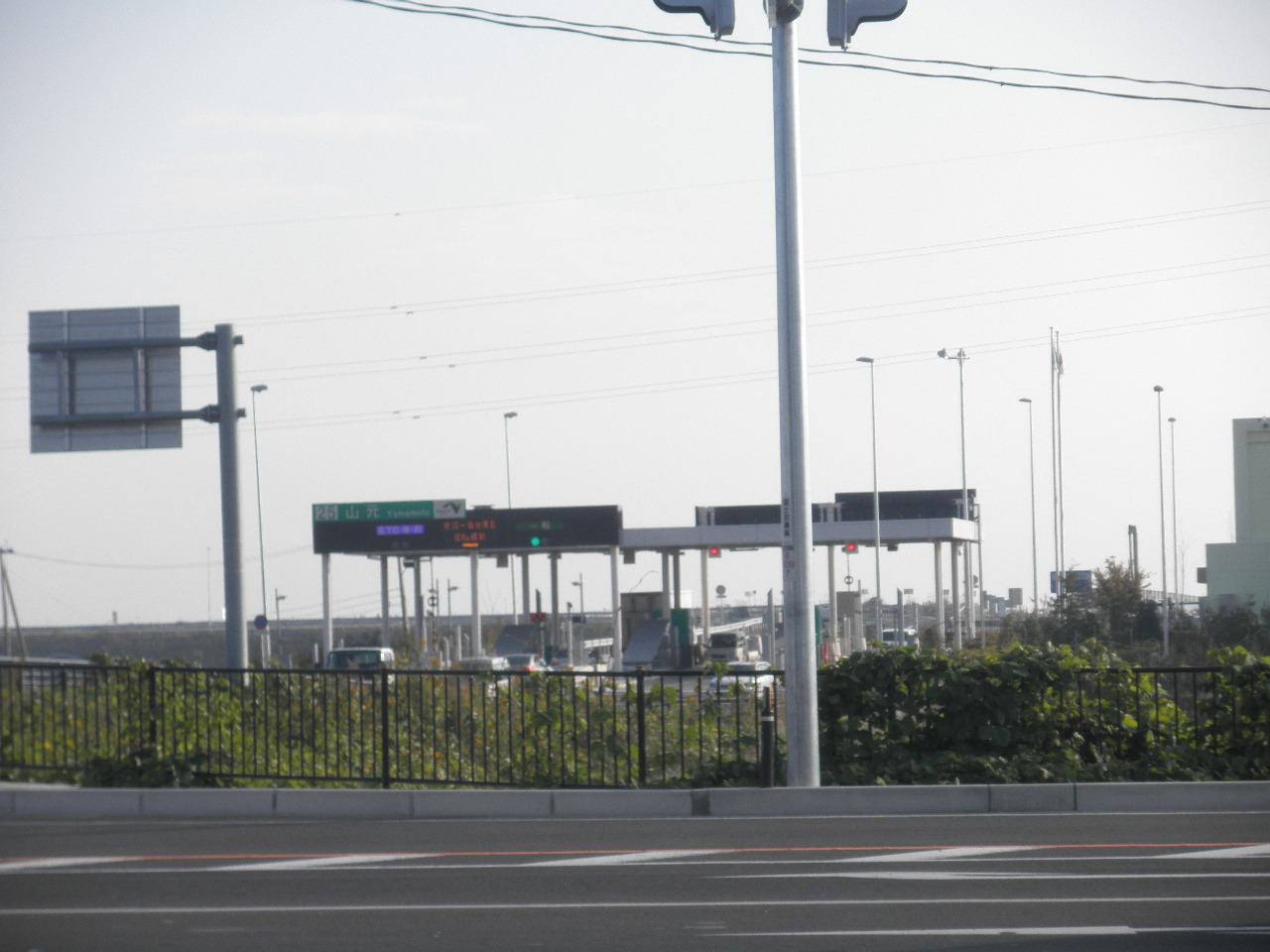
山元インターチェンジ

- 高速道路
  - E6 常磐自動車道：（福島県相馬郡新地町） - (24-1)山元南スマートIC - (25)山元IC - （亘理郡亘理町）
- 一般国道
  - 国道6号
    - 北方面 - 亘理・国道4号・岩沼・名取・仙台
    - 南方面 - 新地・相馬・南相馬・浪江・いわき・日立・水戸・土浦・東京
- 都道府県道
  - 町内を走る県道：福島県道・宮城県道38号相馬亘理線、宮城県道44号角田山元線、宮城県道224号吉田山元線、宮城県道245号角田大内線、宮城県道272号角田山下線
  - 旧県道：宮城県道244号半田山下線（2011年9月30日廃止）、宮城県道120号坂元停車場線（2019年3月29日廃止）、宮城県道121号山下停車場線（2024年3月29日廃止）

## 名所・旧跡・観光スポット・祭事・催事

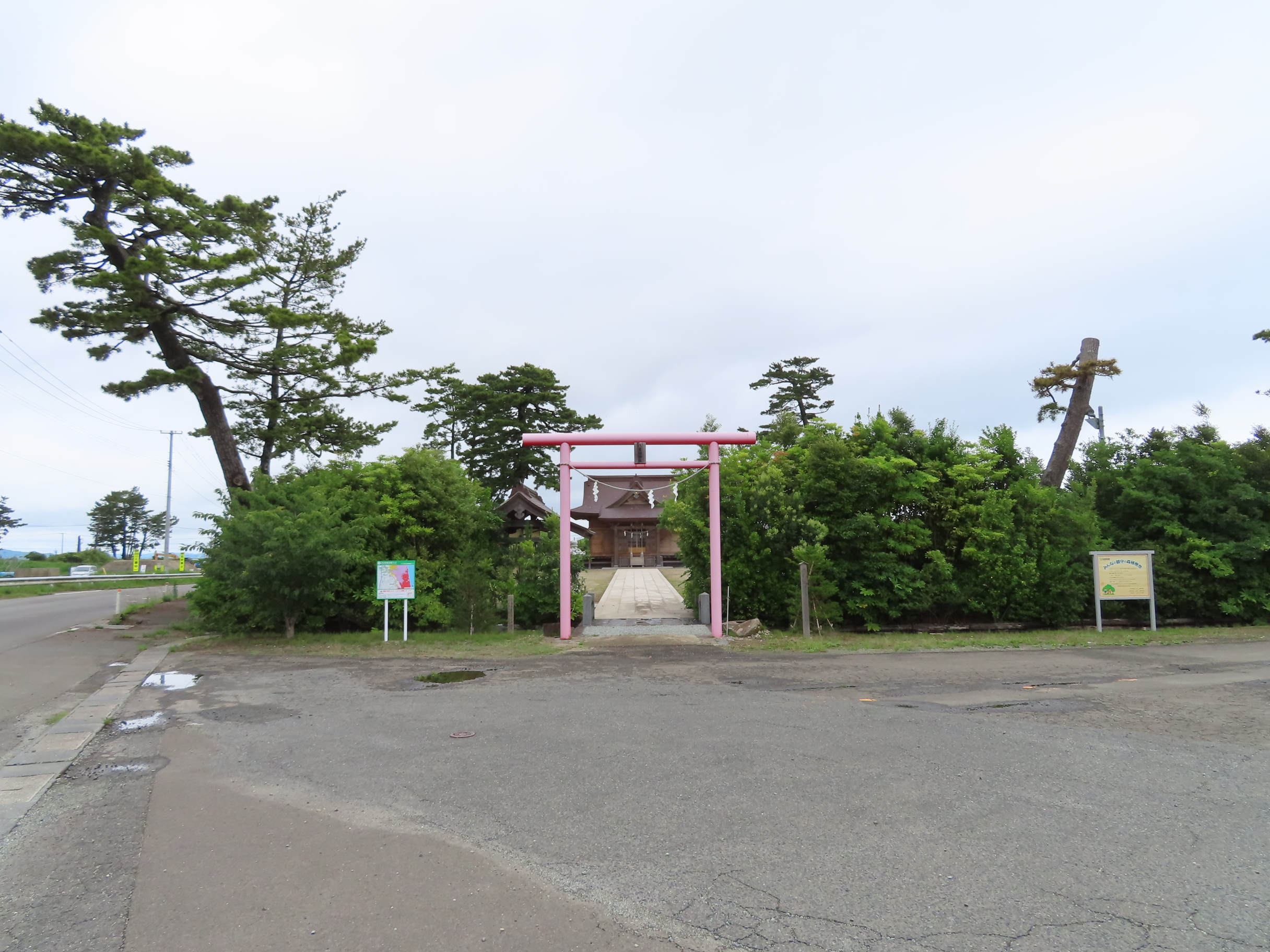
八重垣神社

- 四方山・深山トレッキングコース
- 深山山麓少年の森（菱沼の郷）
- 社台グループ山元トレーニングセンター
- 唐船番所跡（磯崎山公園）
- 蓑首城跡
- 八重垣神社
- 山元夢ファーム（ポニーの乗馬が楽しめる）
- 復興芝生の栽培

### 祭り・イベント
- ホッキ祭り - 2月下旬
- ストロベリーラインふれあい市 - 6月上旬
- 八重垣神社（お天王様）祭礼 - 7月下旬
- 商工産業祭・文化祭 - 11月上旬
- アップルラインふれあい市 - 11月下旬
- やまもと食のまつり - 12月下旬

## 出身有名人
- 大川"Z"純司 - 歌手
- 大竹佑季 - 歌手
- 小坂誠 - 元プロ野球選手
- 齋藤恵太 - サッカー選手
- 佐藤拓也 - 声優
- 戦術君 (サッカーサポーター)
- ニコ・ニコルソン - イラストレーター、漫画家
- 山田篤史 - 俳優